# Turnê Clareou
Turnê Clareou é a décima sexta turnê oficial da cantora brasileira Ivete Sangalo, a turnê estreará no dia 25 de outubro de 2025 em São Paulo, São Paulo e terminará no dia 13 de dezembro de 2025 em Porto Alegre, Rio Grande do Sul.

## Anúncio e promoção
Ivete anunciou oficialmente a turnê Clareou no dia 17 de junho de 2025, por meio de suas redes sociais e em entrevistas à imprensa. O projeto foi apresentado como uma homenagem ao samba, com um show inspirado tanto nas faixas do álbum Clareou, que ainda será lançado no ano de 2025, quanto no repertório clássico do gênero. Na ocasião, Ivete destacou sua admiração por grandes nomes do samba, como Clara Nunes, e ressaltou a importância dessa vertente musical em sua trajetória.
A divulgação da turnê contou com uma ampla campanha nas plataformas digitais, incluindo vídeos promocionais e imagens que remetem ao clima do samba, além de ações de mídia em sites especializados e programas de televisão. Durante o anúncio, foram reveladas as primeiras cidades que receberão o espetáculo, como Salvador, Belo Horizonte, Rio de Janeiro e São Paulo, com as apresentações marcadas entre os meses de setembro e novembro de 2025.

## Desenvolvimento
A turnê foi desenvolvida como um projeto especial de Ivete Sangalo para celebrar o samba, gênero que a artista sempre reverenciou ao longo de sua carreira. Com o futuro lançamento do álbum homônimo, Ivete decidiu levar aos palcos um espetáculo inspirado nas rodas de samba e na estética típica do gênero, reunindo elementos visuais que remetem às tradições brasileiras e ao espírito festivo do samba. A proposta do show é proporcionar uma experiência intimista e envolvente, com um repertório que mescla canções do novo álbum, clássicos do samba e sucessos de sua trajetória em novos arranjos, juntamente a um palco 360°.
O formato do show foi pensado para espaços que valorizam a proximidade com o público, criando um ambiente de celebração e conexão, alinhado à proposta de reforçar as raízes brasileiras e a leveza presente no álbum Clareou, que ainda será lançado.

## Controvérsias sobre a marca registrada
Em 8 de julho de 2025, uma disputa pela marca "Clareou" ganhou destaque nacional após o anúncio da turnê de Ivete. A banda de pagode Grupo Clareou, emitiu um comunicado alegando violação de direitos autorais, já que detém o registro da marca no INPI desde 2010 para atividades musicais. Segundo o grupo, houve tentativas de diálogo, mas a equipe de Ivete seguiu usando o nome sem autorização e até tentou registrar marcas similares. O caso, que mistura questões jurídicas e culturais, gerou forte repercussão nas redes sociais, dividindo opiniões.

## Datas
| Brasil                 |                |                   |                            |
| Região Sudeste         |                |                   |                            |
| 25 de outubro de 2025  | São Paulo      | São Paulo         | Jockey Club                |
| 1 de novembro de 2025  | Belo Horizonte | Minas Gerais      | Área externa do Mineirinho |
| 22 de novembro de 2025 | Rio de Janeiro | Rio de Janeiro    | Marina da Glória           |
| Região Nordeste        |                |                   |                            |
| 30 de novembro de 2025 | Salvador       | Bahia             | Wet 'n Wild                |
| Região Sul             |                |                   |                            |
| 13 de dezembro de 2025 | Porto Alegre   | Rio Grande do Sul | Parque Harmonia            |